# Театр мая
Театр мая — вид сценічного мистецтва, що існувало в мая за часів існування їхньої цивілізації. Процес його розвитку відомий частково. В силу історичних обставин, насамперед дій іспанських конкістадорів та католицької церкви, збереглося досить мало зразків театральної традиції мая.

## Розвиток
Становлення театру в інків відбулося з розвитком танцю і літератури, засобів її декламування, а також хорової лірики. З часом відбулося їхнє поєднання (синкретизм). В процесу відокремилися жанки, почали формуватися трупи професійних акторів. Часом розквіту театрального мистецтва у мая є класичний період. Ймовірно, цьому сприяло політичне та економічне піднесення держав. Втім театр користувався пошаною і в післякласичний період, особливо в юкатанських мая. Тут намагалися продовжувати традиції класичного періоду.

## Жанри
Представлені комедією та драмою. Зміст був міфологічним, історичним, легендарно-героїчним, побутовим. З усіх цих творів збереглася в більш-менш цілому вигляді тільки драма кіче «Рабіналь-ачі» (або «Танок барабана»). Про інші драми з території гірської Гватемали («Шахох кіче-вінак» та «Аліт») є тільки уривчасті відомості, а про театральні твори юкатанських мая відомо замало через діяльність католицьких священиків, особливо Дієго де Ланди.
При аналізі маянської драматургії простежується її достатня близькість до давньогрецьких трагедій, зокрема Есхіла. У театрі мая класичного періоду вже діяла система двох акторів, що дозволило посилити драматичну дію. Разом з тим залишався хор, який виконував роль другорядну, мовчазну. На думку дослідників він позначав родичів героїв, при тому, що в перших п'єсах мая відсутній як такий.
Згідно інформації Дієго де Ланди драматургія в юкатанських мая була пов'язана з культом героя-бога Кукулькана. На думку вчених, драматичні твори відбувалися в Чичен-Іце та Маяпані під урочистих обрядів та святкувань, жертвоприношень.
З комедії відомі лише твори за назвою, і то лише юкатанських мая післякласичного періоду — «Небесна лава», «Продавець диких індиків», «Продавець глечиків», «Продавець перцю», «Продавець плутанини», «Носій пагорбів», «Папуга з білим дзьобом» (інший варіант перекладу «Брехливий папуга»), «Дитина з білим волоссям», «Садівник, що вирощує какао». Відома також про комедію «Дармоїд», але відсутні відомості до якого регіону мая вона належить.

## Сцена та виступи
Вистави давалися в природних амфітеатрах або на спеціальних спорудах у вигляді кам'яних платформ (на кшталт театрів Стародавньої Греції) і тривали іноді довгий час. На сьогодні добре досліджено дві такі будови в Чичен-Іці. У класичний період для драматичних вистав використовувалися спеціально створені для цього комплекси, зокрема «Трибуна для глядачів» в Копані та Лубаантуні . Сценічні майданчики мая декорувалися квітами та гілками. Водночас вистави давалися подорожуючими акторами, які переходили від будинку до будинку (на кшталт колядників).
Театральні виступи являли собою своєрідні балети з великим та довгим текстом, особливо розлогі монологи у головних героїв. Часто виступи здійснювалися під час релігійних свят або після військових перемог. Також комедії ставилися під час особистих урочистостей володарів.

## Актори
В класичній період здебільшого діяли професійні актори (ah baltzam). Невідомо за рахунок чого ці трупи існували: деякі дослідники застосовують метод аналогії з Європою, де існували приватні трупи та трупи, що діяли за кошт знаті та правителів; інші вважають, що робота актора мая підпадала під поняття ремісник (або один з його видів), тому переважали приватні трупи. Водночас останні погоджуються, що при дворах могутніх правителів мая, особливо в державах-гегемонах, для підняття значимості могли існувати такі палацові актори.
Атрибутом маянських акторів були маски і спеціальні костюми, іноді у вигляді тварин чи птахів. З виготовленням цих масок і костюмів пов'язані певні ритуальні правила та забобони. Вони збереглися в деяких забобонах сучасних мая: так, мая-ачі вірять, що маска перетворюється на пил між виставами.